# Лутон-Аеропорт-Парквей (станція)
51°52′23″ пн. ш. 0°23′46″ зх. д. / 51.873° пн. ш. 0.396° зх. д.
Лутон-Аеропорт-Парквей (англ. Luton Airport Parkway railway station) — залізнична станція розташована на Midland Main Line, Англія, обслуговує аеропорт Лондон-Лутон (між аеропортом і станцією курсує Luton DART).
Станцію обслуговують поїзди Thameslink та поїзди East Midlands Trains.
Станція розташована приблизно за 1,6 км на захід від аеропорту, з яким вона сполучена умовно безкоштовним шатлом.
Станція має 4 колії.

## Операції
| Попередня станція | Оператор | Оператор                                 | Оператор | Наступна станція |
| ----------------- | -------- | ---------------------------------------- | -------- | ---------------- |
| Лутон             |          | East Midlands Trains Mainline West       |          | Сент-Панкрас     |
| Бедфорд           |          | East Midlands Trains Mainline West       |          | Сент-Панкрас     |
| Лутон             |          | Thameslink and Great Northern Thameslink |          | Гарпенден        |